# Жамантас
Жамантас — могильник эпохи бронзы, датированный второй половиной II тысячелетия до н. э.. Находится в 3 км от аула Бесоба Каркаралинского района Карагандинской области. Исследован в 1955 году Центрально-Казахстанской археологической экспедицией под руководством А. Х. Маргулана.
Погребения представляют собой могилы размерами 2 м в длину и более 1 м в глубину и ширину, перекрытые плоскими плитами. Могилы окружены каменными оградами округлой формы, диаметром 4—4,5 м, сложенными из крупных плит, врытых на ребро.
Погребённые лежат в скорченном положении на боку головой на запад. В ящиках найдены керамические шаровидные сосуды с плоским дном, характерные для андроновской культуры. Вблизи памятников обнаружены следы медеплавильных печей.